# 李琩
李琩（720年—775年），唐朝唐玄宗第十八子，生母武惠妃，初名李清，开元十三年（725年）封寿王，二十三年，改名李琩，他的第一任王妃杨氏后来成为父亲的貴妃，是為杨贵妃。

## 生平
李琩初名李清。母武惠妃从開元元年得玄宗寵愛，所生的儿子全部夭折。所以，李琩生時，玄宗交给兄寧王李憲之邸宅，李憲之妃元氏抚育、喂乳，把李琩当成己子，未封王。十数年間，李琩一直住在寧王宅。宮中呼之为十八郎。
李琩七岁時，他拜谒兄长永王李璘，符合儀礼，玄宗看出了他的才能。開元十三年（725年）三月，封寿王，入宮中。開元十五年（727年），遥领益州大都督、剑南節度大使。二十三年（735年），加開府儀同三司，改名李琩。十二月，纳杨氏为王妃。不久，武惠妃与李林甫计划拥立他为太子。二十五年（737年），太子李瑛被废，与鄂王李瑶、光王李琚同日被迫自殺，张九龄争之未果。同年，武惠妃去世。開元二十六年（738年），李林甫等人积极拥立李琩，高力士推荐皇三子李璵（李亨）为太子。
在母亲武惠妃逝世后，玄宗妃嫔中“无当帝意者”，他的妻子杨氏逐成为玄宗的新宠。開元廿八年（740年），玄宗命杨氏出家为女道士。他与杨氏的婚姻结束，没有正式的史料显示两人曾有子女，民間傳奇稱有一女。
開元廿九年（741年），寧王李憲去世，他視李宪為義父，服喪以報其恩。天宝四载（745年），韋昭訓之女韦氏为寿王妃，同时，前妻杨氏被皇帝立为贵妃。
至德元年（756年），安史之乱爆发後，玄宗奔蜀，李琩与之同行。途上，陳玄礼兵士凌遲處死了楊国忠、逼玄宗賜死杨贵妃，玄宗命李琩抚慰兵士。玄宗命皇太子李亨留下抗敌，后来李亨自行稱帝，是为唐肃宗，尊玄宗為太上皇。
唐代宗大历十年（775年），李琩去世，追赠太傅。

## 家庭

### 王妃
- 杨氏
- 京兆韦氏，出自郧公房，左卫勋二府右郎将韦昭训第三女[4]

### 子女
- 德陽郡王李僾
- 济陽郡王李伓
- 广陽郡王李偡（李倛），鸿胪卿同正员
- 薛国公李伉
- 滕國公李侑
- 国子祭酒李傑
- 李芙蓉奴，长女，封云安县主
- 第六女，赠清源县主[5]
- 李应玄，第二十二女，贞元二年封阳城县主，嫁翼王府长史丘运时
  - 嗣壽王李存志（其孙，父不详）

## 延伸阅读
[在维基数据编辑]
 《舊唐書·卷107》，出自刘昫《舊唐書》
 《新唐書·卷082》，出自《新唐書》